# Partido Unión Popular (Costa Rica)
El Partido Unión Popular fue un partido político costarricense. Fue fundado por los expresidentes Mario Echandi Jiménez y José Joaquín Trejos Fernández tras ser estos expulsados del Partido Unificación Nacional al que solían pertenecer a raíz de sus duras críticas y desacuerdos con la dirigencia y bancada unificacionistas a las que acusaban de cogobernar con el Partido Liberación Nacional al cual debían hacer oposición. 
En 1972 Unión Popular postula a Guillermo Malavassi Vargas como precandidato en las primarias que se realizaron para definir una candidatura única de oposición enfrentando a Longino Soto Pacheco del Partido Republicano Nacional, Óscar Barahona Streber disidente del Partido Unificación Nacional y Rodrigo Carazo Odio del Partido Renovación Democrática pero la alianza se rompe antes de terminar el proceso, algunos dirigentes regresan a Unificación y otros presentan candidaturas separadas o apoyan a otros candidatos como Mario Echandi quien respalda en estas elecciones a Jorge González Martén del Partido Nacional Independiente. Aun así José Joaquín Trejos y el PUP mantiene su adhesión a Rodrigo Carazo quien queda en cuarto lugar en las elecciones de 1974.
Convencida la oposición de que sólo unida puede ganarle al PLN, finalmente en 1976 se suscribe el Pacto de Ojo de Agua por parte de los principales partidos de oposición y forman la Coalición Unidad los partidos Demócrata Cristiano, Unión Popular, Renovación Democrática y Republicano Calderonista que postula victoriosamente a Rodrigo Carazo en las elecciones presidenciales de 1978 y se fusionan finalmente en el Partido Unidad Social Cristiana en 1983. 